# 제주영어교육도시
제주영어교육도시(濟州英語敎育都市, Jeju Global Education City)는 제주특별자치도 서귀포시 대정읍 구억리 일대에 생활과 교육을 영어로 하는 정주형 영어교육도시의 이름이다. 제주국제자유도시개발센터(JDC)가 추진하는 핵심 프로젝트 중 하나다.

## 위치
넙게오름이 있는 서광리와 구억리일대는 18세기 이후 상동 동쪽과 서쪽에 사람들이 거주하기 시작하면서 마을이 형성되었다. 1914년 일제 강점기 때 행정구역을 통폐합하면서 안성리의 일부였던 ‘구석밧’ 일대를 분리하여 구억리라 불렀다. 서귀포시 대정읍 일대 약 379만m2(약 115만평)에 조성되어 2008년부터 2021년까지 단계별로 추진되며 도입시설은 초중고 통합 국제학교 7개교, 외국교육기관(외국대학), 영어교육센터, 주거상업시설 등이다. 현재 공동주택 2,422세대, 단독주택 180세대, 오피스텔 등 약 3,000세대 주택이 있으며 영어교육도시 지원사무소가 주민들에게 행정 서비스를 제공하고있다. 이외에 서부소방서 영어교육도시 119센터, 자치경찰단 서부자치파출소, 서귀포시 대정읍 이동민원실 등이 행정 서비스를 제공하고 있다.

## 역사
• 추진목적

- 영어교육도시는 2000년대 초반 해외유학으로 인한 외화유출 문제, 기러기아빠 등 사회적 문제를 해결하고 유학 수요를 국내로 흡수하기 위해 시작된 국가 프로젝트이다.

• 추진개요

- 사업부지 : 제주특별자치도 서귀포시 대정읍 일원

- 부지면적 : 3,790,000제곱미터(약 115만평)

- 총사업비 : 약 1조9,256억원

- 사업기간 : 2008년~2021년

- 인구계획 : 약2만명(학생9,000명 포함)

• 추진경과

- 2006.12. 제주영어전용타운 조성계획 발표(재정경제부)

- 2007.09. 제주영어교육도시 조성 기본구상 수립(총리실)

- 2007.12. 제주영어교육도시 조성 기본방안 확정

- 2009.06. 제주영어교육도시 부지조성공사 착공

- 2011.09. North London Collegiate School Jeju(노스 런던 컬리지잇 스쿨 제주) 개교

- 2011.09. Korea International School Jeju Campus(한국국제학교 제주캠퍼스) 개교

- 2012.10. Branksome Hall Asia(브랭섬홀 아시아) 개교

- 2014.07. 영어교육센터(교육부) 개관

- 2014.07. 영어교육도시 119센터 개소

- 2017.10. St.Johnsbury Academy Jeju(세인트존스베리아카데미 제주) 개교

## 교육
- 노스런던컬리지에잇스쿨 제주
- 브랭섬홀아시아
- 한국국제학교 제주캠퍼스
- 세인트존스베리아카데미 제주

## 사건사고
최근 영어교육도시 내 국제학교에서 잇다른 성추행 사건이 일어났음에도 불구하고 교육부는 2020년 5월 27일이 되어서야 국제학교들을 '성범죄자 취업제한제도 대상 기관'에 포함시켜 늦장 대응이라는 비판을 받고 있다. 국제학교가 대상 기관에 뒤늦게 포함된 이유는 공교육법이 아닌 특별법을 우선 적용받으면서 관리 사각지대에 놓여 있었기 때문인 것으로 분석된다. 
하지만 국제학교는 교직원 채용 시 성범죄 이력 등을 철처히 사전 조회 후 채용하기 때문에 채용 시점에는 문제가 없었으나, 채용 이후 일부 불거진 사건사고에서 문제가 되었기 때문에 예방 차원의 근본적 해결 논의가 필요해 보인다.

## 같이 보기
- 해울
- 넙게오름
- 남송이오름
- 제주신화역사공원
- 제주국제자유도시개발센터